# Cyril W. Wilkinson
Cyril Winston Wilkinson (* um 1940; † 1. Oktober 2014) war ein nordirischer Badmintonspieler.

## Karriere
Cyril Wilkinson war einer der bedeutendsten Badmintonspieler seines Landes in den 1960er Jahren. National gewann er insgesamt 16 Titel. 1968 nahm er an der Erstauflage der Badminton-Europameisterschaften teil.

## Sportliche Erfolge
| Saison | Veranstaltung                 | Disziplin    | Platz | Name                           |
| ------ | ----------------------------- | ------------ | ----- | ------------------------------ |
| 1962   | Irland: Einzelmeisterschaften | Herreneinzel | 1     | C. W. Wilkinson                |
| 1962   | Irland: Einzelmeisterschaften | Mixed        | 1     | C. W. Wilkinson / Yvonne Kelly |
| 1963   | Irland: Einzelmeisterschaften | Herrendoppel | 1     | C. W. Wilkinson / James Doyle  |
| 1963   | Irland: Einzelmeisterschaften | Mixed        | 1     | C. W. Wilkinson / Yvonne Kelly |
| 1964   | Irland: Einzelmeisterschaften | Herrendoppel | 1     | C. W. Wilkinson / James Doyle  |
| 1965   | Irland: Einzelmeisterschaften | Herrendoppel | 1     | C. W. Wilkinson / Samuel Blair |
| 1966   | Irland: Einzelmeisterschaften | Mixed        | 1     | C. W. Wilkinson / Yvonne Kelly |
| 1966   | Irland: Einzelmeisterschaften | Herrendoppel | 1     | C. W. Wilkinson / Samuel Blair |
| 1967   | Irland: Einzelmeisterschaften | Herrendoppel | 1     | C. W. Wilkinson / Samuel Blair |
| 1967   | Irland: Einzelmeisterschaften | Mixed        | 1     | C. W. Wilkinson / Yvonne Kelly |
| 1968   | Irland: Einzelmeisterschaften | Herrendoppel | 1     | C. W. Wilkinson / Samuel Blair |
| 1969   | Irland: Einzelmeisterschaften | Herrendoppel | 1     | C. W. Wilkinson / Samuel Blair |
| 1969   | Irland: Einzelmeisterschaften | Mixed        | 1     | C. W. Wilkinson / Yvonne Kelly |
| 1970   | Irland: Einzelmeisterschaften | Herrendoppel | 1     | C. W. Wilkinson / Samuel Blair |
| 1970   | Irland: Einzelmeisterschaften | Mixed        | 1     | C. W. Wilkinson / Yvonne Kelly |
| 1971   | Irland: Einzelmeisterschaften | Mixed        | 1     | C. W. Wilkinson / Yvonne Kelly |